# Erxleben, Sachsen-Anhalt
Erxleben är en kommun och ort i Landkreis Börde i förbundslandet Sachsen-Anhalt i Tyskland.
Den tidigare kommunen Bregenstedt uppgick i Erxleben den 31 december 2009 och de tidigare kommunerna Bartensleben, Hakenstedt och Uhrsleben den 1 januari 2019.
Kommunen ingår i förvaltningsgemenskapen Flechtingen tillsammans med kommunerna Altenhausen, Beendorf, Bülstringen, Calvörde, Flechtingen och Ingersleben.